# VIII Premis Feroz
La 8a cerimònia de lliurament dels Premis Feroz, coneguts com a Premis Feroz 2021 era previst que tingués lloc al Teatre Auditori Ciutat d'Alcobendas el 8 de febrer de 2021 per a premiar el millor en cinema i televisió espanyola. La cerimònia serà presentada per l'actriu Pilar Castro. Degut a l'increment de la pandèmia de COVID-19 la cerimònia fou ajornada al 2 de març i seria transmesa per Youtube. Finalment es va celebrar al Teatro Coliseum de la Gran Via de Madrid.

## Guanyadors i nominats
Els nominats per a gran part de les categories van ser anunciats el 10 de desembre de 2020. Els nominats per a millor documental i els premis especials van ser anunciats el 21 de desembre de 2020. Las niñas i Antidisturbios van aplegar la majoria dels premis.

### Cinema
| Millor pel·lícula dramàtica | Millor pel·lícula de comèdia |
| --- | --- |
| - Las niñas - Akelarre - Ane - El año del descubrimiento - No matarás | - La boda de Rosa - Los europeos - Historias lamentables - Orígenes secretos - Sentimental |
| Millor direcció | Millor guió |
| - Pilar Palomero - Las niñas - Icíar Bollaín - La boda de Rosa - Cesc Gay - Sentimental - Luis López Carrasco - El año del descubrimiento - David Victori - No matarás                                                                                           | - Pilar Palomero - Las niñas - Marina Parés Pulido i David Pérez Sañudo - Ane - Luis López Carrasco i Raúl Liarte - El año del descubrimiento - Icíar Bollaín i Alicia Luna - La boda de Rosa - Javier Fesser i Claro García - Historias lamentables |
| Millor actor protagonista | Millor actriu protagonista |
| - Mario Casas - No matarás com Dani - Raúl Arévalo - Los europeos com Miguel Alonso - Javier Cámara - Sentimental com Julio - Javier Gutiérrez - Hogar com Javier Muñoz - David Verdaguer - Uno para todos com Aleix                                             | - Patricia López Arnaiz - Ane com Lide - Amaia Aberasturi - Akelarre com Ana - Andrea Fandos - Las niñas com Celia - Kiti Mánver - El inconveniente com Lola - Candela Peña - La boda de Rosa com Rosa                                               |
| Millor actor de repartiment | Millor actriu de repartiment |
| - Juan Diego Botto - Los europeos com Antonio - Chema del Barco - El plan com Ramón - Ramón Barea - La boda de Rosa com Antonio - Alex Brendemühl - Akelarre com Rostegui - Sergi López - La boda de Rosa com Armando - Alberto San Juan - Sentimental com Salva | - Verónica Echegui - Explota explota com Amparo - Juana Acosta - El inconveniente com Sara - Natalia de Molina - Las niñas com Adela - Nathalie Poza - La boda de Rosa com Violeta - Paula Usero - La boda de Rosa com Lidia                         |
| Millor documental | Millor música original |
| - El año del descubrimiento - Courtroom 3H - Dear Werner (Walking on Cinema) - El desafío: ETA - A media voz | - Koldo Uriarte i Bingen Mendizábal - Baby - Roque Baños - Adú - Maite Arrotajauregi i Aranzazu Calleja - Akelarre - Roque Baños - Explota explota - Federico Jusid i Adrián Foulkes - No matarás                                                    |
| Millor tràiler | Millor cartell |
| - Javier Fesser i Rafa Martínez - Historias lamentables - Marta Longas i Rafa Martinez - Akelarre - Juan Santiago - La boda de Rosa - Miguel Ángel Trudu - Explota explota - Marina Francisco i Juan Gabriel García Román - Las niñas                            | - Jordi Labanda - Rifkin's Festival - Natalia Montes - Akelarre - Pablo Dávila i Espinar Gabriel - El arte de volver - David de las Heras - Los europeos - Alfredo Borés i Berta González - La reina de los lagartos                                 |
| Premi Especial | |
| - My Mexican Bretzel - Blanco en blanco - Lúa vermella - El plan - La reina de los lagartos | |

### Televisió
| Millor sèrie dramàtica | Millor sèrie de comèdia |
| --- | --- |
| - Antidisturbios - 30 monedas - El Ministerio del Tiempo - Patria - Veneno | - Vamos Juan - Mira lo que has hecho - Nasdrovia - Vergüenza |
| Millor actor protagonista d'una sèrie | Millor actriu protagonista d'una sèrie |
| - Hovik Keuchkerian - Antidisturbios com Salvador Osorio - Eduard Fernández - 30 monedas com Padre Manuel Vergara - Raúl Arévalo - Antidisturbios com Diego López Rodero - Javier Cámara - Vamos Juan com Juan Carrasco - Álex García - Antidisturbios com Alexánder Parra Rosales | - Elena Irureta - Patria com Bittori - Ane Gabarain - Patria com Miren Uzkudun - Vicky Luengo - Antidisturbios com Laia Urquijo - Megan Montaner - 30 monedas com Elena Martín - Daniela Santiago - Veneno com La Veneno         |
| Millor actor de repartiment d'una sèrie | Millor actriu de repartiment d'una sèrie |
| - Patrick Criado - Antidisturbios com Rubén Murillo - Mikel Laskurain - Patria com Joxian Garmendia - Eneko Sagardoy - Patria com Gorka Garmendia Uzkudun - Manolo Solo - 30 monedas com Cardenal Petruccelli - Willy Toledo - Los favoritos de Midas com Inspector Alfredo Conte  | - Loreto Mauleón - Patria com Arantxa Garmendia Uzkudun - Susana Abaitua - Patria com Nerea Lertxundi - Macarena Gómez - 30 monedas com Merche - Carmen Machi - 30 monedas com Carmen - Paca La Piraña - Veneno com Ella mateixa |

### Premi Feroz d'Honor
- Victoria Abril[10]

## Múltiples nominacions i premis

### Cinema
| Pel·lícula                | Nominacions |
| ------------------------- | ----------- |
| La boda de Rosa           | 9           |
| Akelarre                  | 6           |
| Las niñas                 | 6           |
| No matarás                | 4           |
| Sentimental               | 4           |
| Los europeos              | 4           |
| El año del descubrimiento | 4           |
| Ane                       | 3           |
| Explota explota           | 3           |
| Historias lamentables     | 3           |
| El inconveniente          | 2           |
| El plan                   | 2           |
| La reina de los lagartos  | 2           |

### Televisió
| Nominacions    | Sèrie |
| -------------- | ----- |
| Patria         | 7     |
| 30 monedas     | 6     |
| Antidisturbios | 6     |
| Veneno         | 3     |
| Vamos Juan     | 2     |